# Dusona garhwalensis
Dusona garhwalensis är en stekelart som först beskrevs av Gupta 1976.  Dusona garhwalensis ingår i släktet Dusona och familjen brokparasitsteklar. Inga underarter finns listade i Catalogue of Life.